# 城山 (ブダ地区)
城山（しろやま）、ヴァールヘジ (ハンガリー語: Várhegy [ˈvɑ̈ːrheɟ])、あるいはブダ城山（ぶだしろやま）、ブダの城山（ぶだのしろやま）、ブダイ・ヴァールヘジ (ハンガリー語: budai várhegy [ˈbudɒiˈvɑ̈ːrheɟ])。ハンガリーの首都、ブダペスト市のドナウ川右岸（西岸）のブダ地区の一区にあるブダ城地区がある丘。日本の観光ガイド等では英語からの訳で王宮の丘等の訳が見られるが、これは正確ではない。ハンガリー語では山 (hegy [ˈheɟ]) と丘 (domb [ˈdomb]) を区別しており、Várhegy は vár [ˈvɑ̈ːr]「城」とhegy「山」から作られている造語である。

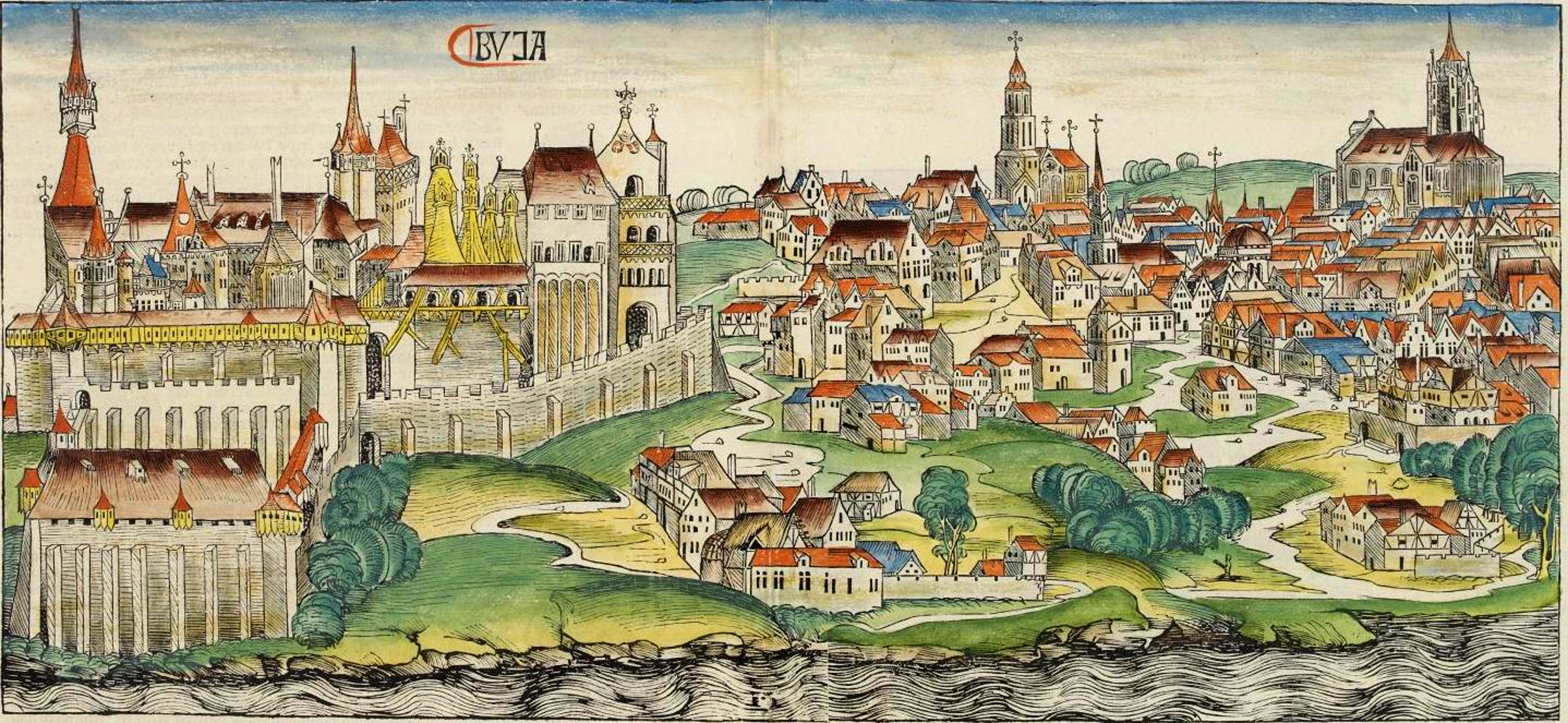
中世のブダの城山

## 位置
ドナウ川のほとりに北側の薔薇ヶ丘と南側のゲッレールト山に挟まれたブダ山地を形成する小山。城山にはドナウ川のほとりからケーブルカーが出ており、市バスも通っているが、自動車の立入は規制されている。南北に約1.5kmの長さ、東西に400mの幅がある。最高点は海抜175mであるが、ブダペストの平均海抜からの高さは約70mである。

## 画廊

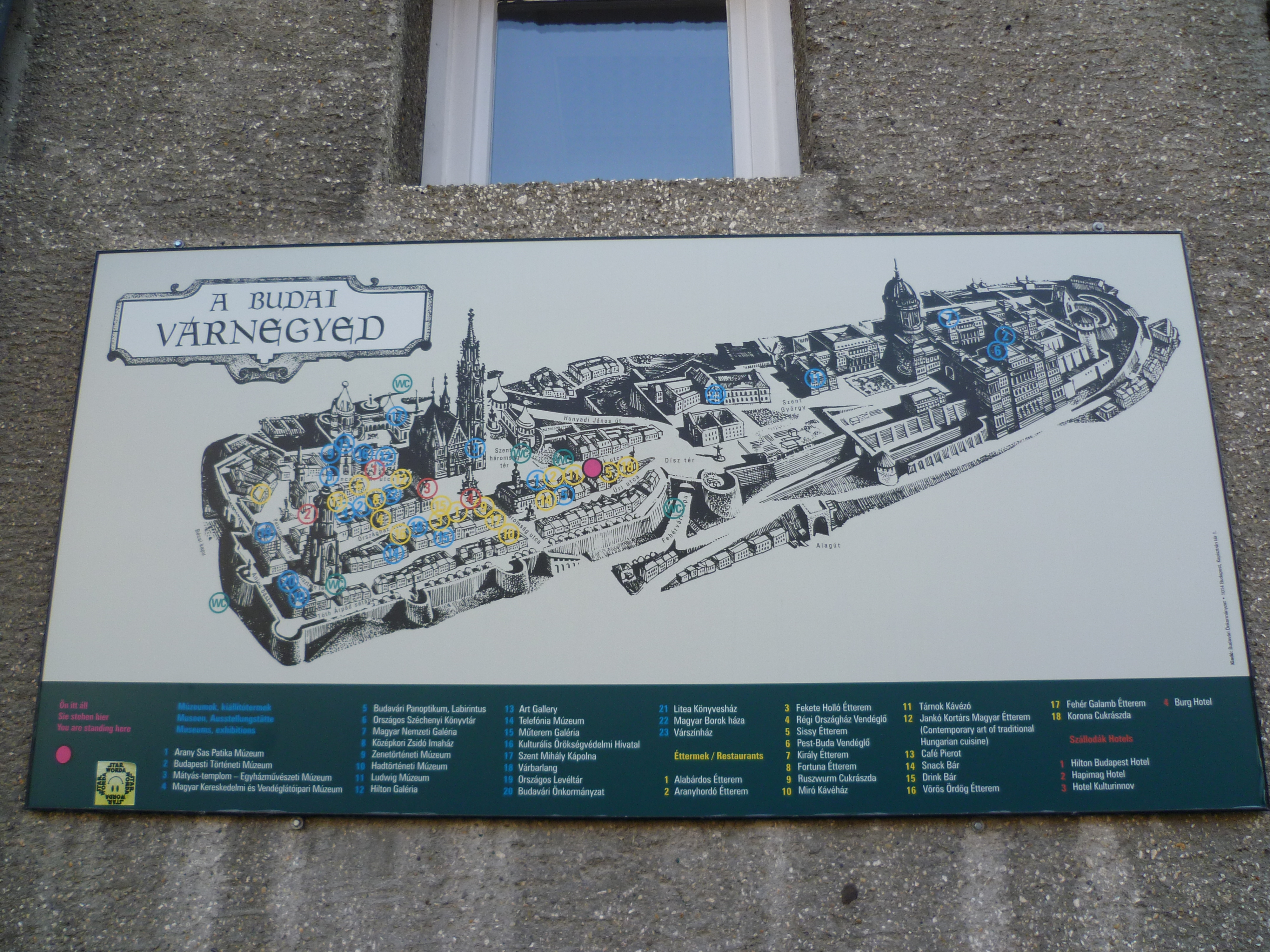
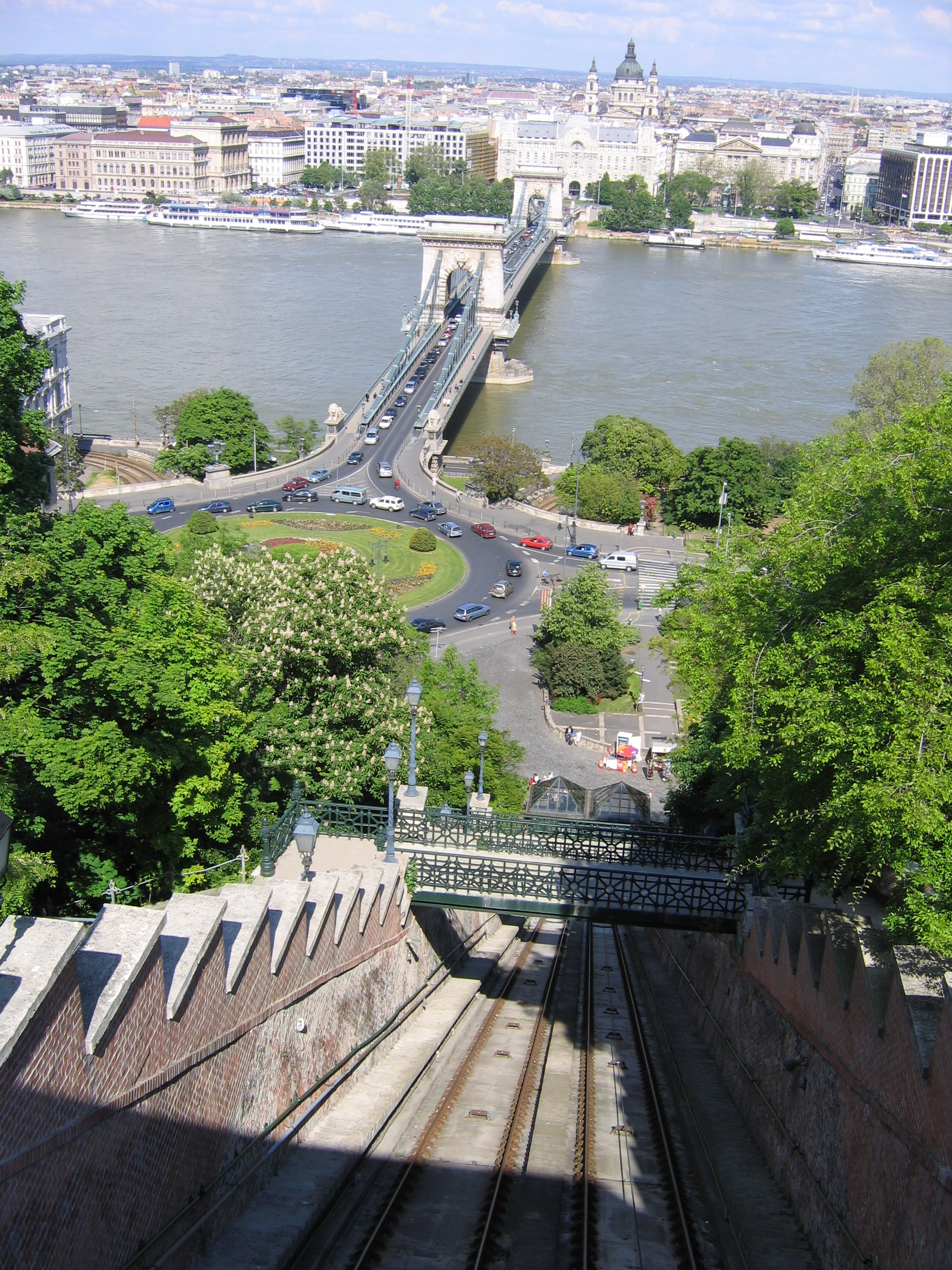
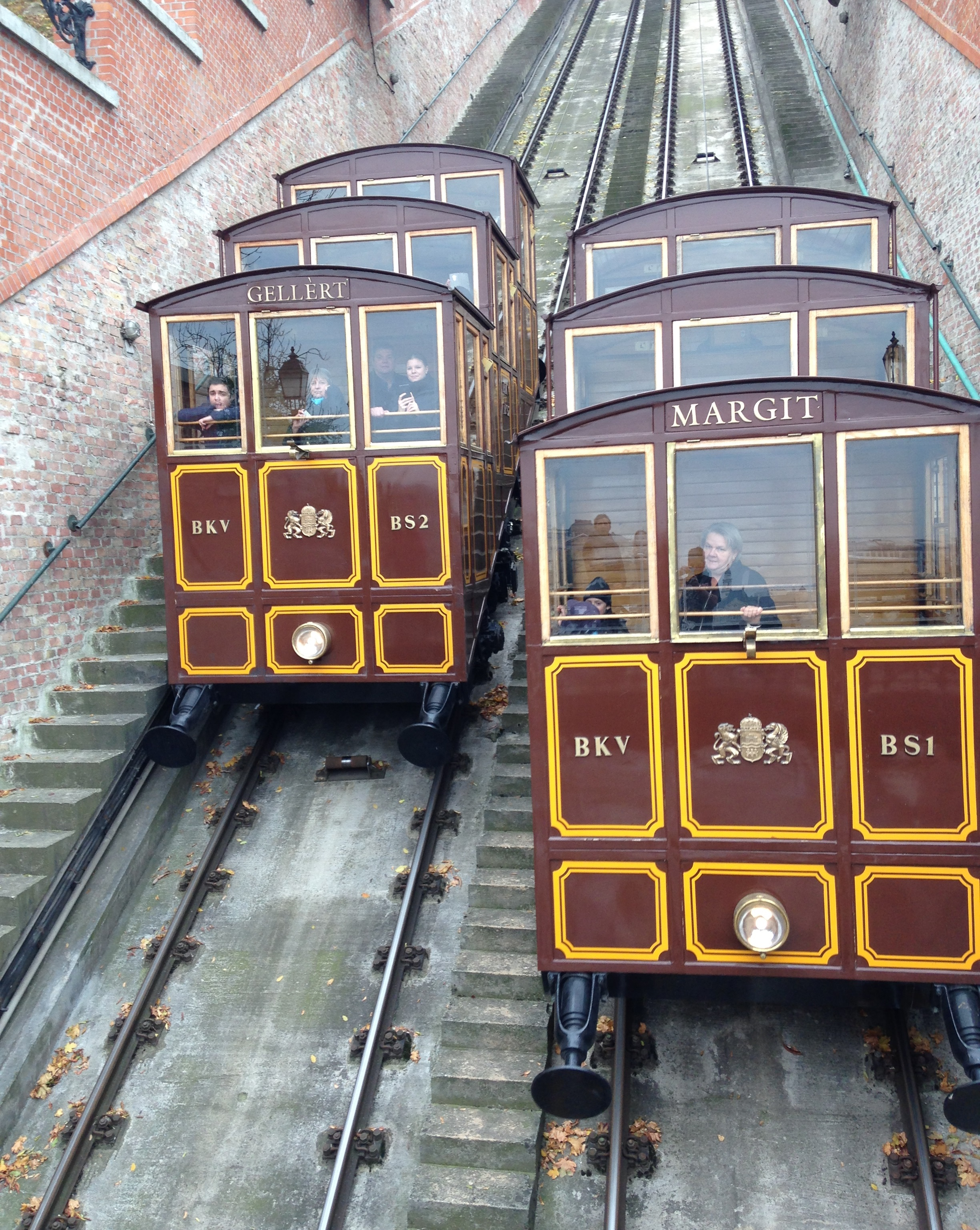
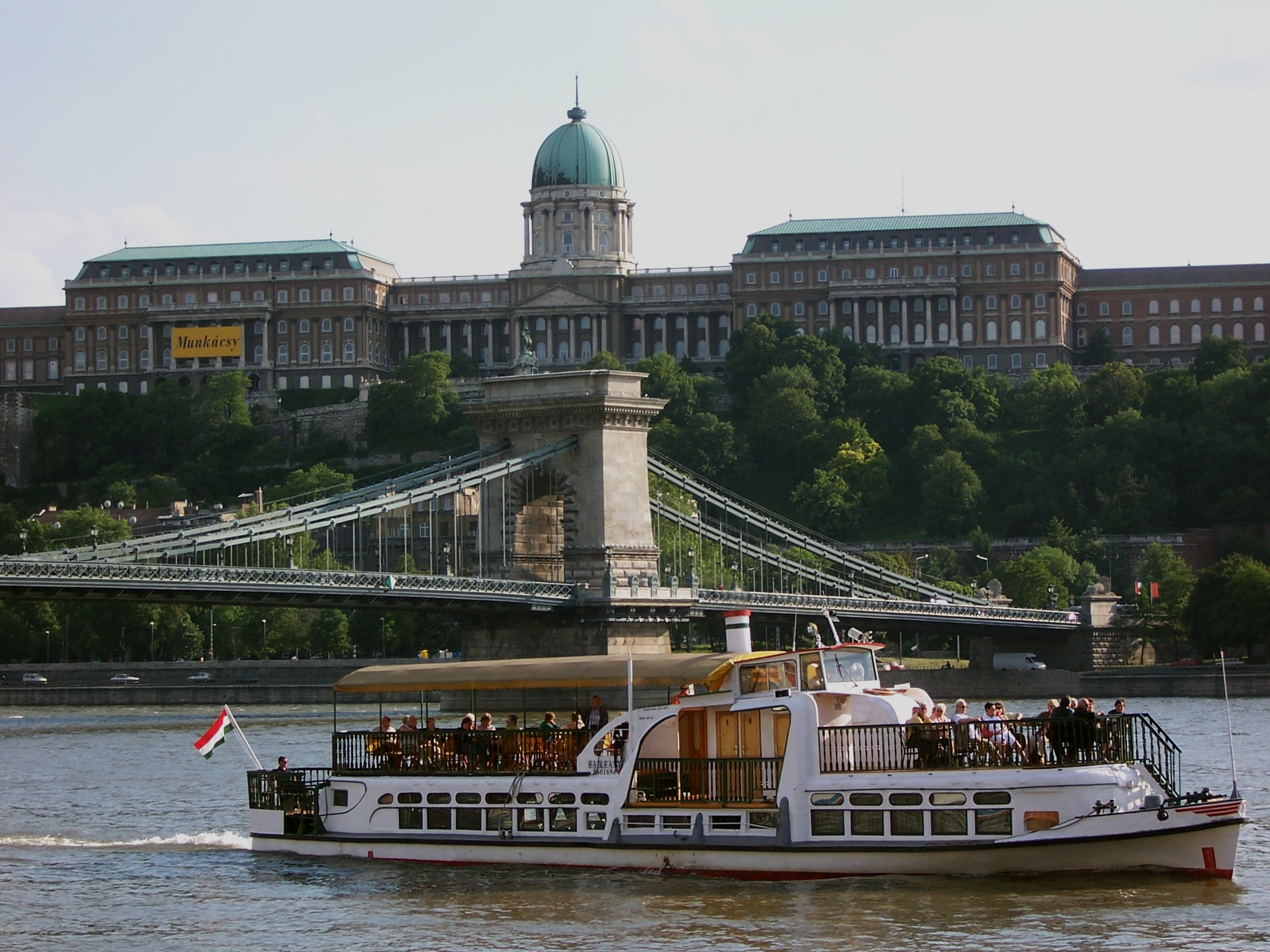